# Museu Nacional d'Història, Arqueologia i Etnologia de Catalunya
El Museu Nacional d'Història, Arqueologia i Etnologia de Catalunya (MNHAE), conegut popularment com a Museu Catalònia, és un projecte de nou equipament museístic impulsat pel Departament de Cultura de la Generalitat de Catalunya. La seva creació és una de les propostes del Departament de Cultura en els documents del Pla de Museus 2007 i Pla de Museus 2030 amb l'objectiu de reordenar el mapa museístic català.
El museu nacional fusionava els actuals Museu d'Arqueologia de Catalunya, Museu d'Història de Catalunya i possiblement el Museu Etnològic i de Cultures del Món de Barcelona en una gran institució patrimonial que reflexionaria sobre el passat, el present i el futur de Catalunya des de les Ciències Socials. El projecte s'emmirallava en la nova tipologia dels Museus de Societat. En una mateixa seu s'hi coordinaria una trentena de museus, monuments i jaciments catalans a partir de la Xarxa de Museus d'Història i Monuments de Catalunya, la Xarxa de Museus d'Arqueologia i jaciments - Arqueoxarxa i la Xarxa de Museus Etnològics de Catalunya.
El Pla de Museus 2030, aprovat pel govern de la Generalitat l'octubre del 2020, impulsarà la creació del Museu Nacional d'Història de Catalunya fusionant els actuals Museu d'Arqueologia de Catalunya i Museu d'Història de Catalunya. Resta encara per determinar ubicació i la data de creació del nou museu nacional havent descartat la possible seu al Palau d’Alfons XIII de la Fira de Barcelona i l'horitzó d'inauguració en el 2030.
Per ara no es preveuen integrar al projecte, com s'havia dit, del Museu Etnològic i de Cultures del Món de Barcelona i el Museu Nacional de la Ciència i de la Tècnica de Catalunya, situat a Terrassa.

## Edifici
El projecte de nou museu nacional també plantejava la necessitat de construir una nova seu arquitectònica per a la nova institució. Arreu del món, molts havien estat els museus que amb les seves noves seus arquitectòniques s'havien convertit no només en institucions adaptades funcionalment a les necessitats actuals sinó també icones urbanes de projecció internacional. És el cas ben conegut, per exemple, del Museu Guggenheim (Bilbao) o el Musée du Quai Branly de París, obra dels arquitectes Frank Gehry i Jean Nouvel respectivament.

## Història

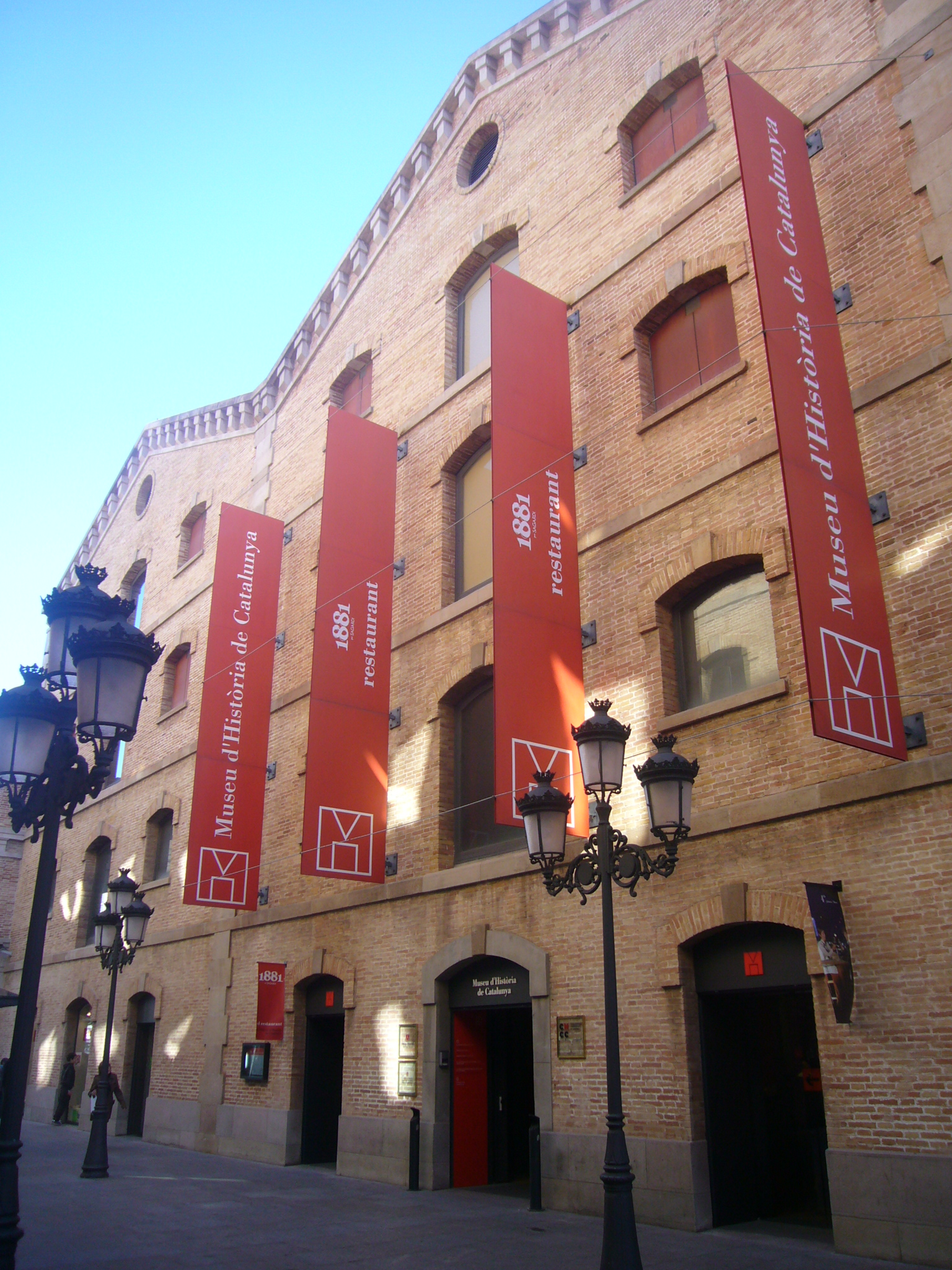
Entrada del Museu d'Història de Catalunya, inaugurat l'any 1996

Des de l'any 1984 existeix la idea de fer un museu de vocació interdisciplinària per explicar de manera transversal la història i la societat catalanes. El "Llibre blanc dels Museus de Catalunya", publicat aquell any i elaborat pel Departament de Cultura de la Generalitat, plantejava la necessitat de disposar d'un museu nacional que fos capaç de "presentar al públic autòcton i forà una síntesi atractiva i al dia del que ha estat, què és i cap a on s'encamina el nostre país, en totes les seves facetes". Posteriorment, l'any 1990 el Parlament de Catalunya aprovava la primera Llei de Museus de la història del país, on també es preveia la creació d'un Museu Nacional d'Etnologia de Catalunya, que mai s'ha arribat a fer realitat.
Tot i que no va ser fins al 2004 quan el Parlament de Catalunya va instar el Govern de la Generalitat a "redefinir la funció del Museu d'Història de Catalunya, de manera que adopti la consideració de museu nacional i desenvolupi funcions de coordinació dels museus i centres d'interpretació que hi ha a Catalunya sobre el mateix àmbit".

### Comissió Assessora
El 12 de gener de 2009 la Generalitat creava una Comissió assessora per al projecte de nou museu, formada per una trentena de professionals de prestigi tant del món acadèmic com dels museus del país. La seva funció era assessorar els projectes museològic, arquitectònic i museogràfic del projecte de nou museu així com elaborar informes d'interès per avaluar la idoneïtat del projecte i proposar accions i línies d'actuació per enriquir el seu desenvolupament i continguts.
El 26 de març següent, finalment, el document de treball sobre la missió, concepte i orientacions del nou museu finalment era sotmès a la valoració de la Comissió Assessora reunida sota la presidència del llavors conseller de Cultura i Mitjans de Comunicació, Joan Manuel Tresserras, a la sala noble del Palau Moja.
Mesos més tard, en el context de reflexió sobre el nou museu català, els dies 11 i 12 de febrer del 2011 tenien lloc les jornades Museus d'avui: els nous museus de societat, organitzades per la Direcció General del Patrimoni Cultural del Departament de Cultura de la Generalitat, la Universitat de Barcelona i l'Institut Català de Recerca en Patrimoni Cultural.

### Tipologia

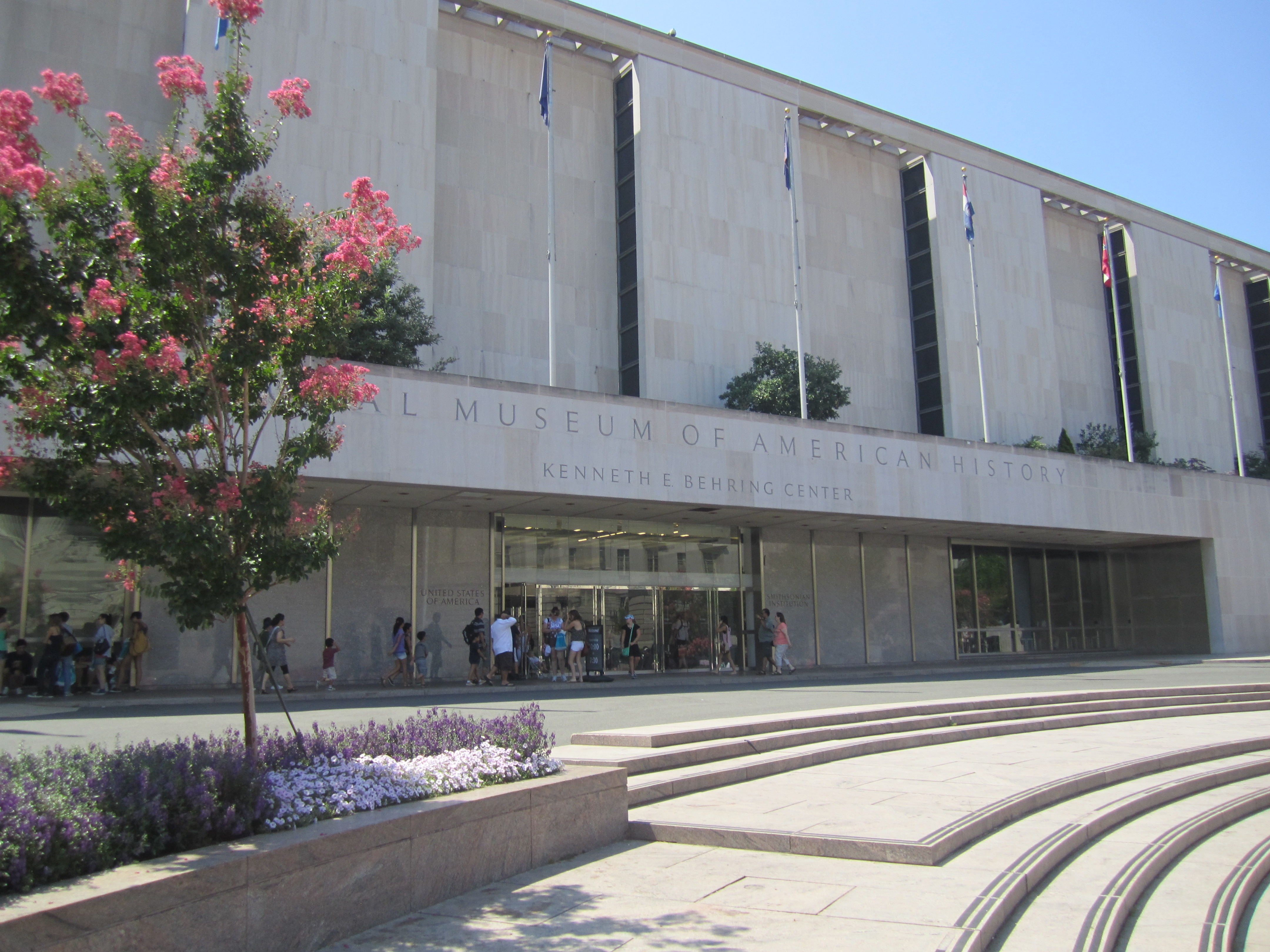
Façana principal del Museu Nacional d'Història Americana, a Washington, DC

El projecte català es definia manifestament com un museu amb vocació sobre les ciències socials. Apostava per un model museològic basat tant en l'exposició de col·leccions com en les exposicions de síntesi i les exposicions temàtiques.
Arreu del món, diversos museus d'història nacional havien encarat en els últims anys els seus reptes de futur mitjançant profundes renovacions, tant de les seves seus arquitectòniques com dels seus projectes museològics. És el cas de centres de referència internacional com el National Museum of American History, a Washington DC (Estats Units) o el d'altres museus amb més similituds al projecte català, com el National Museum of Scotland, a Edimburg, i el Musée de la Civilisation, al Québec. El projecte de nou museu català els prenia com a referència, així com al Museu de Bretanya de Rennes, el Museu de les Confluències de Lió, el Museu d'Història d'Alemanya de Berlín, la Casa de la Història de la República Federal d'Alemanya de Bonn, el Museu Nacional d'Austràlia (Canberra), el Museu Nacional d'Història Japonesa (Sakura), el Museu Dauphinois (Grenoble) i el Museu Canadenc de la Civilització (Ottawa).

## Col·lecció
D'acord amb la seva concepció originària, plasmada en el Pla de Museus del 2007, el nou equipament nacional havia d'incloure en el seu projecte museològic una visió plural del passat del territori català. Es proposava integrar en una única seu i en un relat comú les col·leccions fins ara existents en el Museu d'Història de Catalunya i el Museu d'Arqueologia de Catalunya. A més, el projecte també preveia la creació d'un sistema de xarxes disciplinars formades per museus i jaciments arqueològics, museus d'història i monuments així com museus d'etnologia. El projecte també suggeria la possible integració en el projecte de les col·leccions del Museu Etnològic de Barcelona, de titularitat municipal.
El projecte de nou Museu Nacional d'Història, Arqueologia i Etnologia de Catalunya va generar la crítica del col·lectiu d'arqueòlegs catalans perquè el nou museu significava, a la pràctica, la desaparició del Museu d'Arqueologia de Catalunya. Es va elaborar un manifest signat per més de 1.300 persones.